# Darío Moreno (cantante)
Dario Moreno (Aydın, 3 de abril de 1921 - Estambul, 1 de diciembre de 1968) es el nombre artístico de Davi Arugete Moreno, cantante y actor de origen judío-sefardí turco que hizo su carrera principalmente en Francia. Conoció un gran éxito en los países francófonos en la década de los años cincuenta y sesenta, interpretando papeles de opereta, así como numerosas canciones de ritmo latinoamericano. Fue además un notable compositor y letrista.

## Biografía

### Juventud y educación
David Arugete es turco por padre y mexicano por madre (ambos son judíos sefardíes de lengua materna española). Nació en Aydın (ciudad que queda cerca a Esmirna), Turquía, el 3 de abril de 1921. Luego de que su padre falleciera unos meses después del nacimiento de Darío, su madre, Rosa Moreno, lo llevó a vivir a México, donde pasó gran parte de su niñez y juventud. Pronto mostraría una inclinación natural con respecto al canto y seguiría con frecuencia a los mariachis por las calles para aprenderse sus canciones. Su madre confiaría al joven David a un orfanato por cuatro años, antes de que pudiera encargarse de él nuevamente. Allá, él siguió una excelente educación. Más adelante, regresaría a su país natal para estudiar derecho, lo que le permitiría tener una carrera legal. Para mantenerse en sus estudios, obtuvo una guitarra que le abriría las puertas al mundo de la música con un objetivo más en su vida: tener éxito en Francia. Por ello, estudió aparte la lengua francesa en las bibliotecas de Esmirna.

### Inicios en la música
Comenzó muy joven su carrera musical cantando en los bar mitzvah y en la sinagoga de Esmirna. Gracias al gran éxito de su voz de tenor, es contratado para una gira mundial con la orquesta del estadounidense Mac Allen. Recorrió Norteamérica, Grecia y Turquía. Una vez que concluyera la gira con Allen en 1948, partiría desde Atenas para irse a Niza, Francia. Allá fue contratado en algunos restaurantes y cabarets. Luego viajó a Cannes para debutar como líder de una banda, a pesar de que nunca estudió música. Poco después, aprendió el canto clásico en Roma, lo que le permitió ir a París en 1949, donde consiguió grabar su primer disco, un bolero, con la empresa Odéon. Después dejó Francia otra vez para una gira en Estados Unidos.

### Éxitos en los cincuenta y sesenta
Volvió a Francia para unas cuántas apariciones en diversos cabarets e hizo una participación con el rol de "Atchi" en "Le Chanteur de Mexico" en el Teatro del Châtelet en 1951. Cantante de opereta junto a Luis Mariano, se unió a la empresa discográfica Polydor y allí interpretó las composiciones de los jóvenes Charles Aznavour y Gilbert Bécaud. Dio su primer recital en 1954 en el Olympia de París, tras el cual se convirtió en un cantante muy popular. En 1957, recibió el Grand Prix de l'Académie du Disque Français por la canción "L'Air Du Brésilien" de la opereta "La Vie Parisienne" de Offenbach. En 1958 recibió el mismo premio por su éxito latinoamericano "Si Tu Vas À Rio". Desde la década del 50, obtuvo mucho éxito debido a que su repertorio variado para el público francés, que contenía temas del folclore sudamericano, blues, canciones napolitanas, canciones de operetas, etc. Se ha desenvuelto como actor también, por películas de calidad como "Oh ! Qué mambo", "El Salario del Miedo", "¿Quiere Usted Bailar Conmigo?" junto a Brigitte Bardot y "Tintín y el misterio del Toisón de Oro".
A inicios de los años sesenta, Darío grabó cuatro éxitos brasileños durante el Carnaval de Río de Janeiro, con la orquesta bajo la dirección de Carlos Monteiro de Souza. Su público se acostumbró al rock y al yé-yé popular de aquella época. Sin embargo, siguieron disfrutando de los espectáculos de Darío. Sus éxitos aumentarían con el rock de los sesenta, la música brasileña como "Zé Marmita" y "Mulata Yé Yé" y canciones tradicionales como "Havah Naguilah", "Mustapha" de Bob Azzam, etc. Con la ventaja de componer canciones, adaptó la canción Maldito Abismo, de José Alfredo Jiménez, en turco como "Canım Izmir" (Querida Esmirna), tema con la cual sería recordado hasta la fecha en su país natal desde su fallecimiento. En 1965, grabó la canción "La Nuit, L'Été, L'Amour", el cual le hizo obtener un premio en el Festival de la Rose d'Or. Seguido de aquella victoria, interpretó dos canciones que también le dieron mucho reconocimiento en Turquía: "Her akşam, votka, rakı ve şarap" y "Deniz ve mehtap" (originalmente en francés como "Y'a du travail" y "Les mouettes de Mykonos") que fueron adaptados por el distinguido cantautor turco Fecri Ebcioğlu. Como intenta mantener su relación con su país de nacimiento, graba numerosas canciones en turco. Darío, como voluntad, siempre quiso terminar sus últimos días en Esmirna.

### Últimos años como artista y deceso

Jacques Brel (como Don Quijote) y Darío (como Sancho Panza) en "L'Homme de La Mancha" en 1968.

En 1968, Darío participa en un proyecto importante, en la obra musical norteamericana "El hombre de La Mancha", cuyo rol tendría como Sancho Panza y sería adaptado en francés y dirigido por Jacques Brel, además de interpretar al célebre Don Quijote. Dicho espectáculo fue representado en Bruselas en octubre de 1968.
Luego de terminar el rodaje de una película en Turquía, se preparó para regresar a París, ya que en diciembre del mismo año tenía que retomar el papel de Sancho Panza en el espectáculo de Jacques Brel. Al estar en el aeropuerto de Yeşilköy en Estambul, tuvo un ataque antes del despegue de su avión hacia Francia. Falleció el 1 de diciembre de 1968, a los 47 años de edad. Las causas exactas sobre su muerte se desconocen: se cree que murió de una hemorragia cerebral luego de estar en coma; otras fuentes dicen que murió de un ataque cardíaco (debido a la hipertensión que tenía por su ritmo de trabajo) estando en un taxi que lo llevaba al aeropuerto. Su rol sucesivamente fue asumido por el actor francés Robert Manuel. A pesar de que su voluntad fue ser enterrado en Esmirna, finalmente fue enterrado en Jolón, Israel.
En un álbum póstumo con varios títulos inéditos bajo el título de "L'Homme de la Mancha", contenía una dedicatoria escrita por el escritor francés Louis Nucera:

«Sus amigos nunca hablarán de Dario Moreno en el pasado. Llevaba dentro de él un florecimiento de la vida, incluso la tragedia de la muerte no tendrá la última palabra con este hombre sagrado. Será su último triunfo sobre el destino biológico.
Recordamos a Dario. Nosotros lo contamos. Y la risa pronto se mezcla con el dolor que uno experimenta. Es como si lo íbamos a encontrar por la noche, excéntrico, bufón, "causante" de Dario Moreno en tercera persona y amando sobre todo para burlarse de sí mismo.
Cien defectos lo tatuaron. Pero lo poseía tan ingenuamente, lo expuso tan fielmente que la risa arrojó el más mínimo indicio de resentimiento. Este diplomático infantil expresó el arte de ser aceptado como era. Completo. Sin equívoco.
Permítanme contar un secreto: hace unos años, escribí un artículo poco cordial sobre Dario, con este brillo que desafortunadamente da maldad. Yo no lo conocía. Estaba irritado por el desperdicio de sus donaciones. Pensé que sus payasadas le hundían la voz tan hermosa como la de Frankie Laine. A menudo me he arrepentido de este artículo. Dario no lo sostuvo en mi contra. Era la alegría de la vida y no se molestó con ningún enganche ridículo. Además, sabía que era un gran profesional del espectáculo: actor de alto linaje, cantante del encanto o un comediante que contó la voz de un artista al haber entendido que su físico lo rechazaba a limitarse exclusivamente a un espectáculo papel de "crooner".
Esta convicción de que tenía su talento, sabía cómo compartirlo con audiencias y oyentes de todo el mundo: cine, escenario, discos. Fue solo por su generosidad que mantuvo una discreción inflexible. Tuvimos que esperar el servicio religioso celebrado en su memoria la otra tarde en el invierno de París para saber que Dario Moreno dio, dio a su multitud de instituciones que se ocupan de infelices infelices u otros.
Fue la farsa definitiva de aquel que pretendía ser egoísta.
Y aquí estamos hoy con este disco: el último de Dario. Incluye cuatro temas mexicanos que grabó en el acto con Mariachi y dos nuevas canciones: "La quête" y "Sans amour". Dos canciones de este "Homme de la Mancha" en el que, en el turbulento Sancho Panza, comenzó una nueva carrera...»
Louis Nucera, diciembre 1968

Sus canciones más conocidas fueron:
- "Quand elle danse" ("Me voy p’al pueblo"),
- "Por favor",
- "María Christina veut toujours commander" (María Cristina me quiere gobernar) en 1952,
- "Si tú vas a Río" en 1958
- "Brigitte Bardot" en 1961.
- "Ya Mustafá", canción tradicional egipcia en árabe, español, francés e italiano, popularizada por el libanés Bob Azzam en 1960.
- "Siboney", canción cubana de Ernesto Lecuona.
- "Perfidia"
- "Mambo italiano"

## Vida privada
Poco se sabe de la vida personal del cantante. Le caracterizaba cierta homosexualidad notoria y apenas oculta frente al público. Era un políglota, ya que grabó varios discos en inglés, francés, español, portugués, griego, holandés e italiano.

## Legado
La casa donde vivió en Esmirna se ubica en la calle que lleva su nombre (Darío Moreno Sokağı) en el distrito de Karataş, cerca al famoso asansör ("ascensor" en turco) público que lleva a un mirador de toda la ciudad. En la calle Darío Moreno, se puede apreciar un busto de él mismo con una biografía corta de Moreno. Al lado también se puede ver la dedicatoria de Darío Moreno publicado para los visitantes (en turco y en inglés), donde se expresa su última voluntad:

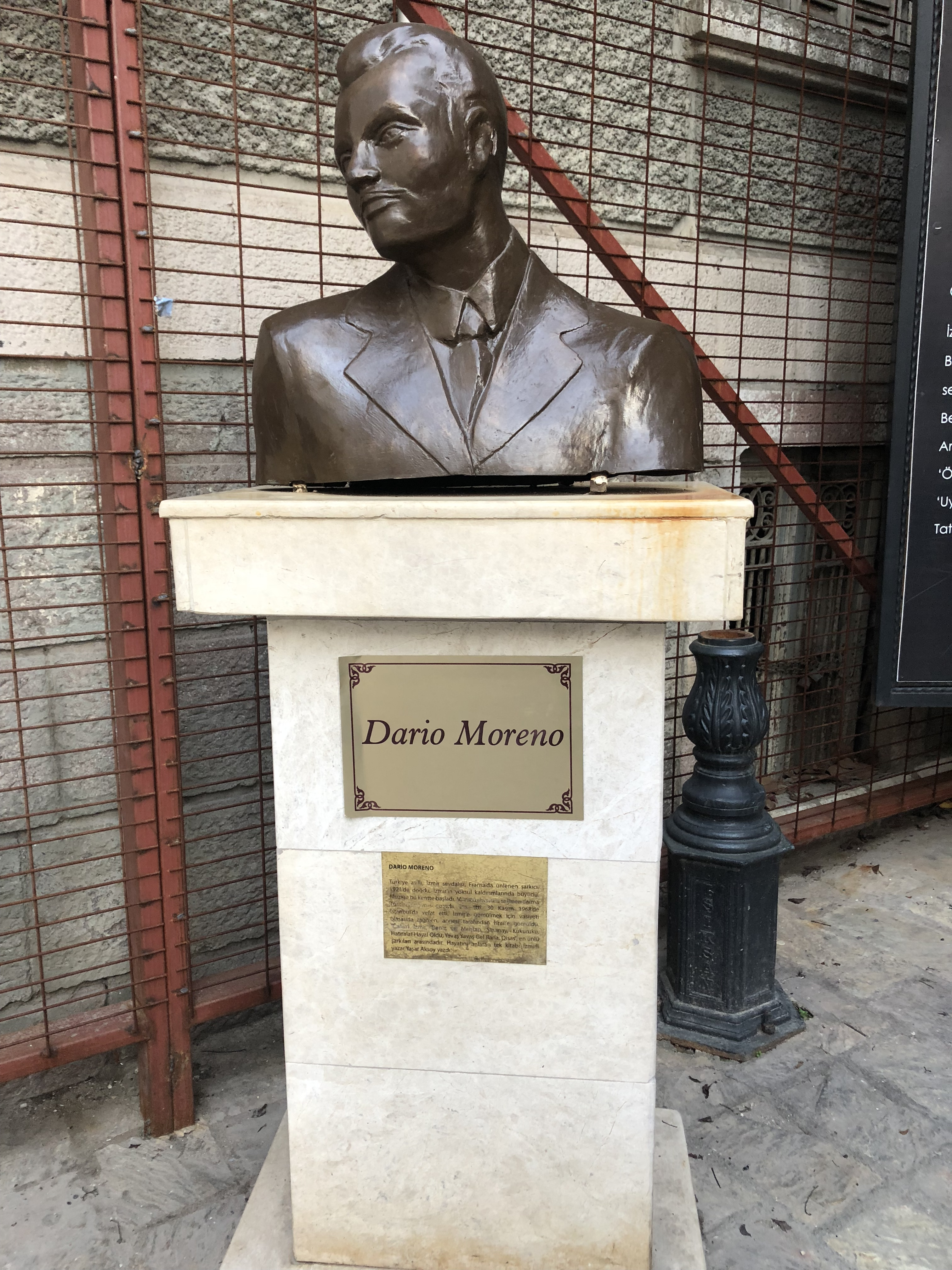
El busto de Darío Moreno, que incluye su dedicatoria.

En turco:

«Canım İzmir:
İzmir, tatlı ve sevgili şehrim... Birgün şayet senden uzakta ölürsem... Beni sana getirsinler... Fakat mezarıma götürülerken. "Öldü" demesinler. "Uyuyor" desinler koynunda, tatlı İzmir'im...»
Dario Moreno'nun Vasiyeti (The Last Will of Dario Moreno)

La traducción en español:

«Querida Esmirna:
Esmirna, ¡mi dulce y querida ciudad! Si muero lejos de ti algún día, que me lleven a ti. Pero, mientras que me lleven a mi tumba, que no digan de mí: "Él ha muerto". Que digan: "Él está durmiendo".»
La última voluntad de Dario Moreno

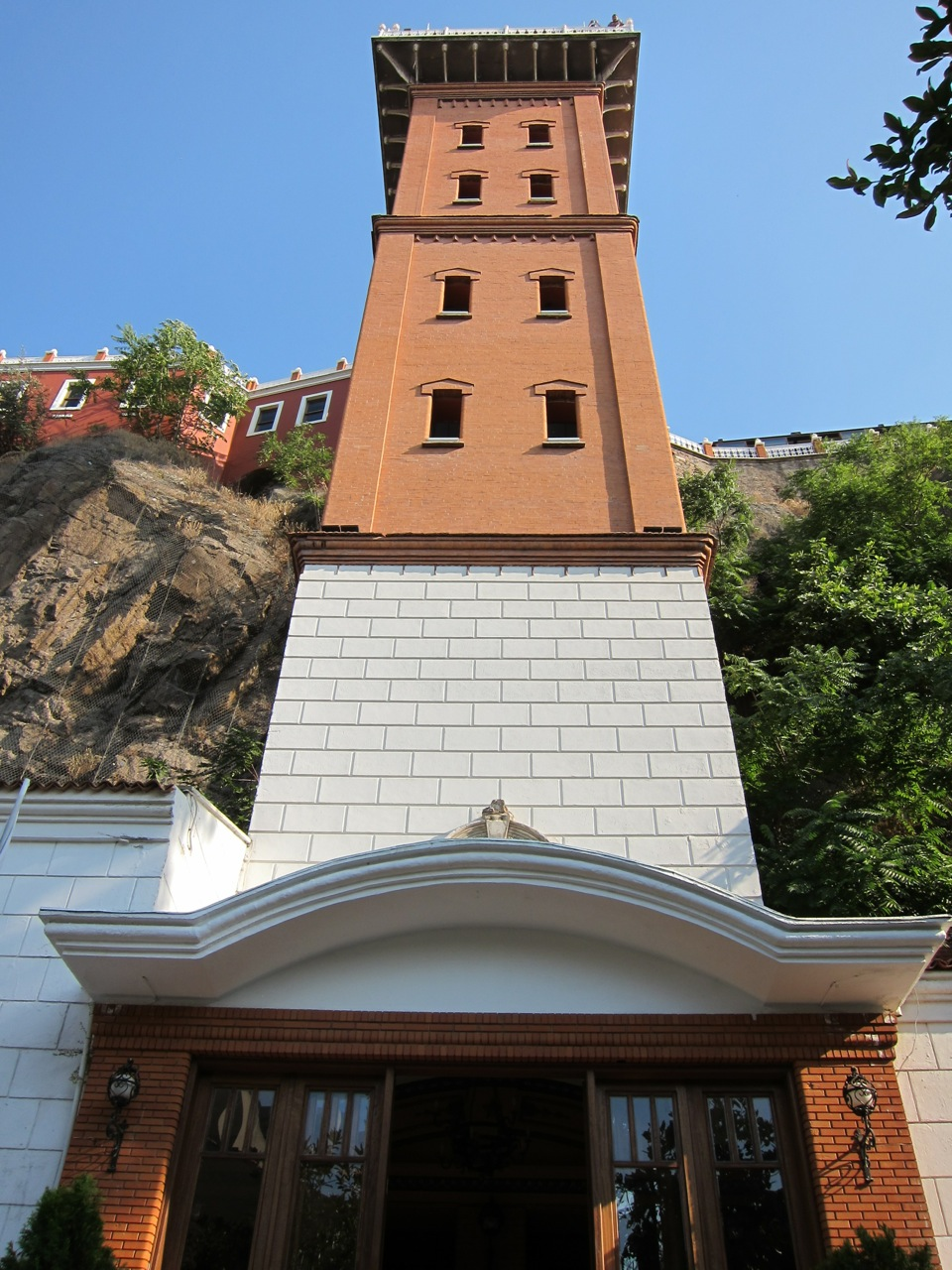
El popular ascensor que lleva al mirador de Esmirna.

La comunidad turca recuerda al cantante con estas canciones célebres: Her akşam, votka, rakı ve şarap ("todas las noches, vodka, raki y vino"), Deniz ve mehtap ("el mar y la luz de luna"), y Canım İzmir ("querida Esmirna"). Dentro del Asansör, se pueden oír varias canciones populares de Darío Moreno.